# Liste des interprètes de Léo Ferré
Vous pouvez aider à l'améliorer ou bien discuter des problèmes sur sa page de discussion.
- Il ne cite pas suffisamment ses sources. Vous pouvez indiquer les passages à sourcer avec {{référence nécessaire}} ou {{Référence souhaitée}}, et inclure les références utiles en les liant aux notes de bas de page. (Marqué depuis décembre 2018)
- Il doit être recyclé. La réorganisation et la clarification du contenu sont nécessaires. (Marqué depuis décembre 2018)

- Archive Wikiwix
- Bing
- Cairn
- DuckDuckGo
- E. Universalis
- Gallica
- Google
- G. Books
- G. News
- G. Scholar
- Persée
- Qwant
- (zh) Baidu
- (ru) Yandex
- (wd) trouver des œuvres sur Wikidata

De très nombreux interprètes ont repris et reprennent les chansons de Léo Ferré. Ne sont prises en compte ici que les reprises ayant fait l'objet d'une publication sur disque (qu'il s'agisse de versions studio ou d'enregistrements en public).

## Dans les pays francophones

### Interprètes reprenant les poètes et paroliers mis en musique par Ferré
| Titre                                        | Interprète                             | Date d'enregistrement | Date d'enregistrement par Ferré | Auteur                             | Remarques                                                                       |
| -------------------------------------------- | -------------------------------------- | --------------------- | ------------------------------- | ---------------------------------- | ------------------------------------------------------------------------------- |
| La Chambre                                   | Yvette Giraud                          | 1947                  | 1953                            | René Baer                          | Création au disque. Première interprète de Léo Ferré sur support enregistré.    |
| Pauvre Rutebeuf                              | Béatrice Arnac                         | 1967                  | 1956                            | Rutebeuf                           |                                                                                 |
| Pauvre Rutebeuf                              | Michèle Arnaud                         | ?                     | 1956                            | Rutebeuf                           |                                                                                 |
| Pauvre Rutebeuf                              | Hugues Aufray                          | 1967                  | 1956                            | Rutebeuf                           |                                                                                 |
| Stances                                      | Philippe Clay                          | 1958                  | 1962                            | Pierre de Ronsard                  | Création au disque.                                                             |
| La Chanson du scaphandrier                   | Eddie Constantine                      | 1955                  | 1950, 1954                      | René Baer                          |                                                                                 |
| La Chanson du scaphandrier                   | Jacques Douai                          | 1957                  | 1950, 1954                      | René Baer                          |                                                                                 |
| Pauvre Rutebeuf                              | Jacques Douai                          | 1957                  | 1956                            | Rutebeuf                           |                                                                                 |
| La Chambre                                   | Jacques Douai                          | 1957, 1973            | 1953                            | René Baer                          |                                                                                 |
| Harmonie du soir                             | Jacques Douai                          | 1957                  | 1957                            | Charles Baudelaire                 |                                                                                 |
| Les Hiboux                                   | Alain Meilland                         | 2012                  | 1957                            | Charles Baudelaire                 | Morceau enregistré en 2012 dans Léo de Hurlevent (voir rubrique années 2010).   |
| L'Affiche rouge                              | Alain Meilland                         | 2012                  | 1961                            | Louis Aragon                       | Morceau enregistré en 2012 dans Léo de Hurlevent (voir rubrique années 2010).   |
| Des filles, il en pleut...                   | Jacques Douai                          | ?                     | 1959 (radio)                    | Pierre Seghers                     |                                                                                 |
| Il n'aurait fallu                            | Jacques Douai                          | 1960                  | 1961                            | Louis Aragon                       |                                                                                 |
| Juke-box troubadour                          | Jean Dréjac                            | 1961                  | X                               | Jean Dréjac                        | Jamais enregistré par Ferré.                                                    |
| Le Pont Mirabeau                             | Yvette Giraud                          | 1952                  | 1953                            | Guillaume Apollinaire              | Création au disque.                                                             |
| Les P'tits Hôtels                            | Zizi Jeanmaire                         | 1961                  | X                               | Bernard Dimey                      | Jamais enregistré par Ferré.                                                    |
| Est-ce ainsi que les hommes vivent ?         | Pauline Julien (Canada)                | 1963                  | 1961                            | Louis Aragon                       |                                                                                 |
| La Fille des Bois                            | Pauline Julien (Canada)                | 1962                  | X                               | Pierre Mac-Orlan                   | Jamais enregistré par Ferré.                                                    |
| L'Étrangère                                  | Monique Leyrac (Canada)                | 1964                  | 1961                            | Louis Aragon                       |                                                                                 |
| Harmonie du soir                             | Monique Leyrac (Canada)                | 1966                  | 1957                            | Charles Baudelaire                 |                                                                                 |
| Le Pont Mirabeau                             | Simone Langlois                        | ?                     | 1953                            | Guillaume Apollinaire              |                                                                                 |
| Pauvre Rutebeuf                              | Marc et André                          | 1961                  | 1956                            | Rutebeuf                           |                                                                                 |
| L'Affiche rouge                              | Hélène Martin                          | 1983                  | 1961                            | Louis Aragon                       |                                                                                 |
| Je chante pour passer le temps               | Hélène Martin                          | ?                     | 1961                            | Louis Aragon                       |                                                                                 |
| Pauvre Rutebeuf                              | Hélène Martin                          | 1975                  | 1956                            | Rutebeuf                           |                                                                                 |
| Est-ce ainsi que les hommes vivent ?         | Yves Montand                           | 1963                  | 1961                            | Louis Aragon                       |                                                                                 |
| L'Étrangère                                  | Yves Montand                           | 1963                  | 1961                            | Louis Aragon                       |                                                                                 |
| Pauvre Rutebeuf                              | Germaine Montero                       | 1956                  | 1956                            | Rutebeuf                           |                                                                                 |
| L'Affiche rouge                              | Monique Morelli                        | 1961                  | 1961                            | Louis Aragon                       |                                                                                 |
| L'Étrangère                                  | Monique Morelli                        | 1961                  | 1961                            | Louis Aragon                       |                                                                                 |
| Elsa                                         | Monique Morelli                        | 1961                  | 1961                            | Louis Aragon                       |                                                                                 |
| Il n'aurait fallu                            | Monique Morelli                        | 1961                  | 1961                            | Louis Aragon                       |                                                                                 |
| Est-ce ainsi que les hommes vivent ?         | Monique Morelli                        | 1961                  | 1961                            | Louis Aragon                       |                                                                                 |
| La Fille des bois                            | Monique Morelli                        | 1962                  | X                               | Pierre Mac-Orlan                   | Jamais enregistré par Ferré.                                                    |
| Des filles, il en pleut…                     | Mouloudji                              | 1960                  | 1959 (radio)                    | Pierre Seghers                     |                                                                                 |
| Pauvre Rutebeuf                              | Nana Mouskouri                         | 1970                  | 1956                            | Rutebeuf                           |                                                                                 |
| Est-ce ainsi que les hommes vivent ?         | Marc Ogeret                            | ?                     | 1961                            | Louis Aragon                       |                                                                                 |
| Merde à Vauban                               | Marc Ogeret                            | ?                     | 1960                            | Pierre Seghers                     |                                                                                 |
| Noël                                         | Marc Ogeret                            | 1961                  | 1959 (radio)                    | Luc Bérimont                       |                                                                                 |
| La Chanson du scaphandrier                   | Henri Salvador                         | 1950                  | 1950, 1954                      | René Baer                          |                                                                                 |
| Pauvre Rutebeuf                              | Catherine Sauvage                      | 1956                  | 1956                            | Rutebeuf                           |                                                                                 |
| La Belle Amour                               | Catherine Sauvage                      | 1959                  | 1959 (radio)                    | Michelle Senlis & Claude Delécluse |                                                                                 |
| La Fille des bois                            | Catherine Sauvage                      | 1961                  | X                               | Pierre Mac-Orlan                   | Jamais enregistré par Ferré.                                                    |
| Noël                                         | Catherine Sauvage                      | 1961                  | 1959 (radio)                    | Luc Bérimont                       |                                                                                 |
| Le Serpent qui danse                         | Catherine Sauvage                      | 1961                  | 1957                            | Charles Baudelaire                 |                                                                                 |
| Tu n'en reviendras pas                       | Catherine Sauvage                      | 1961                  | 1961                            | Louis Aragon                       |                                                                                 |
| Est-ce ainsi que les hommes vivent ?         | Catherine Sauvage                      | 1961                  | 1961                            | Louis Aragon                       |                                                                                 |
| Je t'aime tant                               | Catherine Sauvage                      | 1961                  | 1961                            | Louis Aragon                       |                                                                                 |
| Il n'aurait fallu                            | Catherine Sauvage                      | 1961                  | 1961                            | Louis Aragon                       |                                                                                 |
| Je chante pour passer le temps               | Catherine Sauvage                      | 1961                  | 1961                            | Louis Aragon                       |                                                                                 |
| L'Affiche rouge                              | Catherine Sauvage                      | 1961                  | 1961                            | Louis Aragon                       |                                                                                 |
| Elsa                                         | Catherine Sauvage                      | 1961                  | 1961                            | Louis Aragon                       |                                                                                 |
| Blues                                        | Catherine Sauvage                      | 1961                  | 1961                            | Louis Aragon                       |                                                                                 |
| Spleen                                       | Catherine Sauvage                      | 1968                  | 1967                            | Charles Baudelaire                 |                                                                                 |
| Pensionnaires                                | Catherine Sauvage                      | 1969                  | 1964                            | Paul Verlaine                      |                                                                                 |
| Est-ce ainsi que les hommes vivent ?         | Serge et Sonia (Andréguy)              | 1961                  | 1961                            | Louis Aragon                       |                                                                                 |
| L'Étrangère                                  | Serge et Sonia (Andréguy)              | 1961                  | 1961                            | Louis Aragon                       |                                                                                 |
| Âme, te souvient-il ?                        | Christine Sèvres                       | 1968                  | 1964                            | Paul Verlaine                      |                                                                                 |
| Âme, te souvient-il ?                        | Alain Meilland                         | 2012                  | 1964                            | Paul Verlaine                      |                                                                                 |
| Je chante pour passer le temps               | Francesca Solleville                   | 1960                  | 1961                            | Louis Aragon                       | Création au disque.                                                             |
| Tu n'en reviendras pas                       | Francesca Solleville                   | 1960                  | 1961                            | Louis Aragon                       | Création au disque                                                              |
| Noël                                         | Francesca Solleville                   | 1960                  | 1959 (radio)                    | Luc Bérimont                       |                                                                                 |
| Noël                                         | Jacques Douai                          | 1963                  | 1959 (radio)                    | Luc Bérimont                       |                                                                                 |
| Merde à Vauban                               | Francesca Solleville                   | 1961                  | 1960                            | Pierre Seghers                     |                                                                                 |
| Le Léthé                                     | Francesca Solleville                   | 1962                  | 1957                            | Charles Baudelaire                 |                                                                                 |
| Blues                                        | Francesca Solleville                   | 1963                  | 1961                            | Louis Aragon                       |                                                                                 |
| L'Affiche rouge                              | Francesca Solleville                   | ?                     | 1961                            | Louis Aragon                       |                                                                                 |
| La Fille des bois                            | Francesca Solleville                   | 1990                  | X                               | Pierre Mac-Orlan                   | Jamais enregistré par Ferré.                                                    |
| Des filles, il en pleut…                     | Les Trois Ménestrels                   | ?                     | 1959 (radio)                    | Pierre Seghers                     |                                                                                 |
| Pauvre Rutebeuf                              | Serge Utgé-Royo                        | 2010-2013             | 1956                            | Rutebeuf                           | CD entier consacré à ferré "D'amour et de révolte"                              |
| Pauvre Rutebeuf                              | Cora Vaucaire                          | 1957                  | 1956                            | Rutebeuf                           |                                                                                 |
| Le Pont Mirabeau                             | Cora Vaucaire                          | ?                     | 1953                            | Guillaume Apollinaire              |                                                                                 |
| La Chambre                                   | Cora Vaucaire                          | ?                     | 1953                            | René Baer                          |                                                                                 |
| L'Affiche rouge                              | Claude Vinci                           | 1965                  | 1961                            | Louis Aragon                       |                                                                                 |
| L'Affiche rouge                              | Jacques Bertin                         | 1989                  | 1961                            | Louis Aragon                       |                                                                                 |
| Noël                                         | Jacques Bertin                         | 1982                  | 1959 (radio)                    | Luc Bérimont                       |                                                                                 |
| L'Affiche rouge                              | Leny Escudero                          | 1997                  | 1961                            | Louis Aragon                       |                                                                                 |
| Est-ce ainsi que les hommes vivent ?         | Bernard Lavilliers                     | 1980                  | 1961                            | Louis Aragon                       |                                                                                 |
| Les Bijoux                                   | Yves Montand                           | 1981                  | 1967                            | Charles Baudelaire                 |                                                                                 |
| Le vin de l'assassin                         | Alain Meilland                         | 2012                  | 1967                            | Charles Baudelaire                 | Morceau enregistré en 2012 dans Léo de Hurlevent (voir rubrique années 2010).   |
| La Chanson du scaphandrier                   | Claude Nougaro                         | 1974                  | 1950, 1954                      | René Baer                          |                                                                                 |
| L'Étrangère                                  | Isabelle Aubret                        | 1993                  | 1961                            | Louis Aragon                       |                                                                                 |
| Blues                                        | Isabelle Aubret                        | 1993                  | 1961                            | Louis Aragon                       |                                                                                 |
| L'Affiche rouge                              | Isabelle Aubret                        | 1993                  | 1961                            | Louis Aragon                       |                                                                                 |
| Il n'aurait fallu                            | Isabelle Aubret                        | 1993                  | 1961                            | Louis Aragon                       |                                                                                 |
| Il n'aurait fallu                            | Bet.e and Stef (Canada)                | 2002                  | 1961                            | Louis Aragon                       |                                                                                 |
| L'Étrangère                                  | Annick Cisaruk                         | 2000, 2001            | 1961                            | Louis Aragon                       | Morceau réinterprété en 2012 dans Léo Ferré, l'âge d'or (voir rubrique albums). |
| Je chante pour passer le temps               | Annick Cisaruk                         | 2000, 2001            | 1961                            | Louis Aragon                       |                                                                                 |
| Il n'aurait fallu                            | Annick Cisaruk                         | 2001                  | 1961                            | Louis Aragon                       |                                                                                 |
| Tu n'en reviendras pas                       | Annick Cisaruk                         | 2000, 2001            | 1961                            | Louis Aragon                       |                                                                                 |
| Blues                                        | Annick Cisaruk                         | 2000, 2001            | 1961                            | Louis Aragon                       |                                                                                 |
| On n'est pas sérieux quand on a dix-sept ans | Julien Clerc                           | 1994                  | 1986                            | Arthur Rimbaud                     |                                                                                 |
| Pauvre Rutebeuf                              | Gamine                                 | 1990                  | 1956                            | Rutebeuf                           |                                                                                 |
| Est-ce ainsi que les hommes vivent ?         | Catherine Delasalle (Belgique)         | 1994                  | 1961                            | Louis Aragon                       |                                                                                 |
| Marizibill                                   | D'elph                                 | 2002                  | 1969                            | Guillaume Apollinaire              |                                                                                 |
| Marizibill                                   | Alain Meilland                         | 2012                  | 1969                            | Guillaume Apollinaire              | Morceau enregistré en 2012 dans Léo de Hurlevent (voir rubrique années 2010).   |
| Âme, te souvient-il ?                        | Brigitte Fontaine                      | 2003                  | 1964                            | Paul Verlaine                      | Morceau tiré de l'album-hommage collectif Avec Léo (voir rubrique dédiée).      |
| Est-ce ainsi que les hommes vivent ?         | Françoise Kucheida                     | ?                     | 1961                            | Louis Aragon                       |                                                                                 |
| Ô triste, triste était mon âme               | Miossec                                | 2003                  | 1964                            | Paul Verlaine                      | Morceau tiré de l'album-hommage collectif Avec Léo (voir rubrique dédiée).      |
| Écoutez la chanson bien douce                | Rita Mitsouko                          | 2004                  | 1964                            | Paul Verlaine                      |                                                                                 |
| Il patinait merveilleusement                 | Rita Mitsouko                          | 2004                  | 1964                            | Paul Verlaine                      |                                                                                 |
| Ô triste, triste était mon âme               | Rita Mitsouko                          | 2004                  | 1964                            | Paul Verlaine                      |                                                                                 |
| L'Affiche rouge                              | Catherine Ribeiro                      | ?                     | 1961                            | Louis Aragon                       |                                                                                 |
| L'Étrangère                                  | Sanseverino                            | 2004                  | 1961                            | Louis Aragon                       |                                                                                 |
| Âme, te souvient-il ?                        | Jehan                                  | 2008                  | 1964                            | Paul Verlaine                      |                                                                                 |
| Pauvre Rutebeuf                              | Vaya Con Dios (Belgique)               | 2009                  | 1956                            | Rutebeuf                           |                                                                                 |
| La Vie antérieure                            | Marc Boucher et Olivier Godin (Canada) | 2010                  | 1957                            | Charles Baudelaire                 |                                                                                 |
| La Musique                                   | Marc Boucher et Olivier Godin (Canada) | 2010                  | 1967                            | Charles Baudelaire                 |                                                                                 |
| La Mort des amants                           | Marc Boucher et Olivier Godin (Canada) | 2010                  | 1957                            | Charles Baudelaire                 |                                                                                 |
| Les Assis                                    | Oxmo Puccino                           | 2012                  | 1964                            | Arthur Rimbaud                     |                                                                                 |
| Pauvre Rutebeuf                              | Francis Lalanne                        | 2013                  | 1956                            | Rutebeuf                           |                                                                                 |
| Le Pont Mirabeau                             | Anne Sofie von Otter                   | 2013                  | 1953                            | Guillaume Apollinaire              |                                                                                 |
| L'Affiche rouge                              | Cali                                   | 2013                  | 1961                            | Louis Aragon                       |                                                                                 |
| L'Affiche rouge                              | HK                                     | 2014                  | 1961                            | Louis Aragon                       | Tiré de l'album "HK présente Les Déserteurs"                                    |
| Écoutez la chanson bien douce                | Philippe Jaroussky                     | 2015                  | 1964                            | Paul Verlaine                      |                                                                                 |
| Colloque sentimental                         | Philippe Jaroussky                     | 2015                  | 1986                            | Paul Verlaine                      |                                                                                 |
| Art poétique                                 | Hélène Grandsire                       | 2016                  | 1964                            | Paul Verlaine                      | Répertoire "Chansons et Poésie" et Cd "Piano-voix 2015"                         |
| Écoutez la chanson bien douce                | Hélène Grandsire                       | 2016                  | 1964                            | Paul Verlaine                      | Répertoire "Chansons et Poésie"                                                 |
| Les chercheuses de poux                      | Hélène Grandsire                       | 2016                  | 1964                            | Arthur Rimbaud                     | Répertoire "Chansons et Poésie"                                                 |
| Les corbeaux                                 | Hélène Grandsire                       | 2016                  | 1964                            | Arthur Rimbaud                     | Répertoire "Chansons et Poésie" et Cd "Piano-voix 2015"                         |
| Le pont Mirabeau                             | Hélène Grandsire                       | 2016                  | 1961                            | Guillaume Apollinaire              | Répertoire "Chansons et Poésie"                                                 |
| Je chante pour passer le temps               | Hélène Grandsire                       | 2016                  | 1961                            | Louis Aragon                       | Répertoire "Chansons et Poésie"                                                 |
| Elsa                                         | Hélène Grandsire                       | 2016                  | 1961                            | Louis Aragon                       | Répertoire "Chansons et Poésie" et Cd "Piano-voix 2015"                         |
| L'Albatros                                   | Hélène Grandsire                       | 2016                  | 1967                            | Charles Baudelaire                 | Répertoire "Chansons et Poésie" et Cd "Piano-voix 2015"                         |
| L'invitation au voyage                       | Hélène Grandsire                       | 2016                  | 1957                            | Charles Baudelaire                 | Répertoire "Chansons et Poésie" et Cd "Piano-voix 2015"                         |
| Est-ce ainsi que les hommes vivent ?         | Thierry Maillard                       | 2017                  | 1961                            | Louis Aragon                       | Instrumental                                                                    |
| Tu n'en reviendras pas                       | Béatrice Arnac                         | 1966                  | 1961                            | Louis Aragon                       |                                                                                 |

### Interprètes reprenant Caussimon-Ferré
| Titre                     | Interprète                | Date d'enregistrement | Date d'enregistrement par Ferré | Remarques                                                                                      |
| ------------------------- | ------------------------- | --------------------- | ------------------------------- | ---------------------------------------------------------------------------------------------- |
| Mon camarade              | Dominique A               | 2003                  | 1958                            | Morceau tiré de l'album-hommage collectif Avec Léo (voir rubrique dédiée).                     |
| Comme à Ostende           | Arno (Belgique)           | 1996                  | 1960                            |                                                                                                |
| Nous deux                 | Isabelle Aubret           | 1992                  | 1961                            |                                                                                                |
| Le Temps du tango         | Éric Barret               | 2004                  | 1958                            | Instrumental                                                                                   |
| Le Temps du tango         | Réda Caire                | 1960                  | 1958                            |                                                                                                |
| Monsieur William          | Jean-Roger Caussimon      | 1970                  | 1950, 1954                      |                                                                                                |
| Les Indifférentes         | Jean-Roger Caussimon      | 1970                  | 1958                            |                                                                                                |
| Mon camarade              | Jean-Roger Caussimon      | 1970                  | 1958                            |                                                                                                |
| Le Temps du tango         | Jean-Roger Caussimon      | 1970                  | 1958                            |                                                                                                |
| Comme à Ostende           | Jean-Roger Caussimon      | 1970                  | 1960                            |                                                                                                |
| Nous deux                 | Jean-Roger Caussimon      | 1970                  | 1961                            |                                                                                                |
| À la Seine                | Jean-Roger Caussimon      | 1972                  | 1954                            |                                                                                                |
| Mon Sébasto               | Jean-Roger Caussimon      | 1972                  | 1957                            |                                                                                                |
| Bleu... Blanc... Rouge... | Jean-Roger Caussimon      | 1975                  | X                               | Jamais enregistré par Ferré.                                                                   |
| Ne chantez pas la mort    | Jean-Roger Caussimon      | 1975                  | 1973                            |                                                                                                |
| Nous deux                 | André Claveau             | ?                     | 1961                            |                                                                                                |
| Monsieur William          | Philippe Clay             | 1961                  | 1950, 1954                      |                                                                                                |
| Mon camarade              | Julien Clerc              | 1977                  | 1958                            | Enregistrement TV                                                                              |
| Monsieur William          | Les Frères Jacques        | 1953                  | 1950, 1954                      |                                                                                                |
| Comme à Ostende           | Anne Gacoin               | 1962                  | 1960                            |                                                                                                |
| Monsieur William          | Serge Gainsbourg          | 1968                  | 1950, 1954                      | Enregistrement TV                                                                              |
| Monsieur William          | Marc et André             | 1950                  | 1950, 1954                      | Création au disque                                                                             |
| Ne chantez pas la mort    | Ousanousava               | 2012                  | 1973                            |                                                                                                |
| Le Temps du tango         | Renée Passeur             | ?                     | 1958                            |                                                                                                |
| Monsieur William          | Catherine Sauvage         | 1952                  | 1950, 1954                      |                                                                                                |
| Comme à Ostende           | Catherine Sauvage         | 1965                  | 1960                            |                                                                                                |
| Comme à Ostende           | Serge et Sonia (Andréguy) | 1961                  | 1960                            |                                                                                                |
| Nous deux                 | Serge Utgé-Royo           | 2011                  | 1961                            |                                                                                                |
| Le Temps du tango         | Cora Vaucaire             | ?                     | 1958                            |                                                                                                |
| Nuits d'absence           | Jean Louis Murat          | 2013                  | 1985                            |                                                                                                |
| Bleu... Blanc... Rouge... | Philippe Clay             | 1958                  | X                               | Jamais enregistré par Ferré, qui n'a ici fait qu'harmoniser la mélodie (écrite par Caussimon). |

### Interprètes reprenant Léo Ferré
| Titre                           | Interprète                | Date d'enregistrement | Date d'enregistrement par Ferré | Remarques |
| ------------------------------- | ------------------------- | --------------------- | ------------------------------- | --- |
| Elle tourne... la Terre         | Renée Lebas               | 1948                  | 1990                            | |
| Les Amants de Paris             | Édith Piaf                | 1948                  | X                               | Jamais enregistré par Ferré. |
| L'Inconnue de Londres           | Suzy Solidor              | 1948                  | 1950                            | |
| À Saint-Germain-des-Prés        | Henri Salvador            | 1950                  | 1950                            | |
| Le Flamenco de Paris            | Yves Montand              | 1952                  | 1950                            | |
| Paris canaille                  | Yves Montand              | 1964                  | 1953                            | |
| L'Île Saint-Louis               | Renée Lebas               | 1952                  | 1950                            | |
| Paris canaille                  | Renée Lebas               | ?                     | 1953                            | |
| Les Cloches de Notre-Dame       | Michèle Arnaud            | 1953                  | 1953                            | |
| La Vie d'artiste                | Michèle Arnaud            | 1956                  | 1950                            | |
| L'Étang chimérique              | Michèle Arnaud            | 1956                  | 1958                            | |
| L'Inconnue de Londres           | Michèle Arnaud            | ?                     | 1950                            | |
| En amour                        | Michèle Arnaud            | ?                     | 1951                            | |
| Le Bateau espagnol              | Michèle Arnaud            | ?                     | 1950                            | |
| Paris canaille                  | Éric Amado                | 1953                  | 1953                            | |
| Les Amoureux du Havre           | Eddie Constantine         | ?                     | X                               | |
| Les Amoureux du Havre           | Henri Decker              | 1953                  | X                               | |
| La Vie d'artiste                | Cora Vaucaire             | 1955                  | 1950                            | |
| Les Forains                     | Cora Vaucaire             | 1955                  | 1950                            | |
| L'Inconnue de Londres           | Jacques Douai             | 1957                  | 1950                            | |
| Les Forains                     | Jacques Douai             | 1957                  | 1950                            | |
| La Fortune                      | Jacques Douai             | 1957                  | 1955                            | |
| L'Étang chimérique              | Jacques Douai             | 1955                  | 1958                            | |
| Le Bateau espagnol              | Jacques Douai             | 1955                  | 1950                            | |
| Le Fleuve des amants            | Jacques Douai             | 1956                  | 1955                            | |
| Mon p'tit voyou                 | Jacques Douai             | ?                     | 1954                            | |
| Notre amour                     | Jacques Douai             | ?                     | 1953                            | |
| L'Amour                         | Juliette Gréco            | 1955                  | 1955                            | |
| Dieu est nègre                  | Juliette Gréco            | 1955                  | 1958                            | |
| Le Guinche                      | Juliette Gréco            | 1955                  | 1955                            | |
| La Rue                          | Juliette Gréco            | 1955                  | 1955                            | |
| Java partout                    | Juliette Gréco            | 1958                  | 1957                            | |
| Paname                          | Juliette Gréco            | ?                     | 1960                            | |
| Paris canaille                  | Juliette Gréco            | ?                     | 1953                            | |
| Jolie môme                      | Juliette Gréco            | 1962                  | 1960                            | |
| Plus jamais                     | Juliette Gréco            | 1962                  | 1962                            | |
| T'en as                         | Juliette Gréco            | ?                     | 1955                            | |
| Paris canaille                  | Colette Renard            | 1957                  | 1953                            | |
| La Rue                          | Philippe Clay             | 1957                  | 1955                            | |
| La Vie moderne                  | Georgie Viennet           | 1958                  | 1958                            | |
| Les Amoureux du Havre           | Germaine Montero          | 1955                  | X                               | |
| Mon p'tit voyou                 | Germaine Montero          | 1955                  | 1954                            | |
| Le Piano du pauvre              | Germaine Montero          | 1955                  | 1954                            | |
| La Chanson triste               | Germaine Montero          | 1955                  | 1955                            | |
| Ma vieille branche              | Germaine Montero          | 1956                  | 1955                            | |
| La Fortune                      | Germaine Montero          | 1956                  | 1955                            | |
| L'Amour                         | Serge et Sonia (Andréguy) | 1956                  | 1955                            | |
| La Fortune                      | Serge et Sonia (Andréguy) | 1956                  | 1955                            | |
| La Grande Vie                   | Serge et Sonia (Andréguy) | 1956                  | 1955                            | |
| L'Étang chimérique              | Serge et Sonia (Andréguy) | 1956                  | 1958                            | |
| Java partout                    | Serge et Sonia (Andréguy) | 1959                  | 1957                            | |
| Comme dans la haute             | Serge et Sonia (Andréguy) | 1959                  | 1958                            | Jamais enregistré en studio par Ferré. |
| Dieu est nègre                  | Serge et Sonia (Andréguy) | 1959                  | 1958                            | |
| La Maffia                       | Serge et Sonia (Andréguy) | 1959                  | 1960                            | Le duo crée la chanson au disque avant Ferré. |
| La poésie fout l'camp, Villon ! | Serge et Sonia (Andréguy) | 1961                  | 1960                            | |
| Le Piano du pauvre              | Patachou                  | 1954                  | 1954                            | |
| Nous les filles                 | Patachou                  | 1954                  | 1961                            | |
| La Fortune                      | Patachou                  | 1956                  | 1955                            | |
| Le Temps du plastique           | Patachou                  | 1956                  | 1955                            | |
| Les Amants de Paris             | Patachou                  | 1969                  | X                               | Jamais enregistré par Ferré. |
| L'Étang chimérique              | André Claveau             | ?                     | 1958                            | |
| Les Amants de Paris             | Simone Langlois           | 1958                  | X                               | Jamais enregistré par Ferré. |
| Elle tourne... la Terre         | Mouloudji                 | 1954                  | 1990                            | Mouloudji a peu chanté Ferré mais l'a sollicité pour écrire des musiques sur ses propres textes en 1959 : Le Cirque, La Jeune fille à la frange, Rue de Crimée, Cache-Cache. |

Les noms sont classés alphabétiquement dans chaque tranche chronologique.

#### Années 1950-60
| - Marcel Azzola : C'est extra, La Nuit (instrumentaux, 1969) - Barbara : La Vie d'artiste (1968) - André Claveau : L'Étang chimérique (1959), L'Amour '61, Les Chéris, Les Parisiens (1962) - Pia Colombo : La Nuit (1969) - Annie Cordy (Belgique) : Paname - Dany Dauberson : Paname - Lily Fayol : Java partout - Gélou : Java partout (1957) - Anny Gould : Monsieur mon passé - Zizi Jeanmaire : Paris taxis (1960) - Pauline Julien (Canada) : La Lune (1959), T'en as, L'Amour, Vingt ans, Les Quat' Cents Coups (1963) - Marc et André : L’Île Saint-Louis, Le Bateau espagnol, Les Poètes - Léo Marjane : Monsieur mon passé. - Los Machucambos : La Lune (1963) - Paul Mauriat & son orchestre : Paris canaille, Paname (instrumentaux, 1961) - Marc Ogeret : Le Piano du pauvre, Paris canaille, L'Île St-Louis, Flamenco de Paris - Renée Passeur : Les Rupins - Catherine Sauvage (ne sont pas inclus ici les titres présents dans les albums que Sauvage a intégralement consacrés à Ferré - voir rubrique dédiée) : L'Île Saint-Louis (1953), Le Temps du plastique, La Fortune (1956), La Poisse (1959), Regardez-les (1961), L'Amour, Le Bonheur, C'est un air, Les Gares, les Ports (1968), Paris c'est une idée, Madame la Misère (1969), La Marseillaise (1970) - Francesca Solleville : L'Âge d'or, Vingt ans (1962) - les Trois Ménestrels : Les Amoureux du Havre |

#### Années 1970-80
- Mama Béa : Les Anarchistes (1987)
- Jacques Bertin : Le Bateau espagnol, L'Étang chimérique (1989)
- Jane Birkin : Avec le temps (1987)
- Frida Boccara : Le Flamenco de Paris (1980)
- Brégent (Canada) : Le Chien, La Mélancolie, Dieu est nègre (1973), T'es rock, coco ! (1979)
- Pia Colombo : La Folie (1975)
- Dalida : Avec le temps (1972), Col Tempo (1973)
- François Deguelt : Avec le temps
- Disappointed a few people (Canada) : La Solitude (1986)
- Anny Gould : Avec le temps
- Johnny Hallyday : Avec le temps (1980)[7]
- Jacques Higelin : Jolie môme (1987)
- Hélène Martin : Avec le temps, À Saint-Germain-des-Prés
- Nicoletta : Dieu est nègre (1970)
- Catherine Ribeiro : La Mémoire et la Mer (1987)
- Catherine Sauvage : La Marseillaise (1970), Avec le temps (1971)
- Joan-Pau Verdier : Ni Dieu ni maître (1975, 2001)
- Jean-Marie Vivier : Ça t'va, Barbarie

#### Années 1990-2000
| - 3e Œil : J'aime pas l'pognon (2000) - D'ELPH : Tu penses à quoi ? - Noël Akchoté : C'est extra - Serge Utgé-Royo : L'âge d'or (1997), Les anarchistes (1997) - Isabelle Aubret : Paris canaille - Éric Barret : La Vieille Pèlerine, L'Amour fou, E.P. Love (instrumentaux, 2004) - Alain Bashung : Avec le temps (2003) - Charles Bénichou : tour de chant Léo Ferré à partir de 1995, notamment accompagné par Julie Darnal au piano - Dan Bigras (Canada) : Avec le temps - Céline Caussimon : Mon P'tit Voyou (1999) - Annick Cisaruk : Y en a marre - Casse-Pipe : Monsieur Tout-Blanc (1996) - Mélanie Dahan : Les Poètes (2009) - Catherine Delasalle (Belgique) : Jolie môme, La Vie d'artiste, Vingt ans (1994) - Dionysos : Thank you Satan (2003) - Eiffel : Le Conditionnel de variétés (2003) - Daran : Avec le temps (2003) - Nilda Fernandez : Les Anarchistes - Frasiak : Vingt ans (2009) - Juliette Gréco : Avec le temps (2006) - Jean Guidoni : La Vie d'artiste (2000) - Arthur H, avec Brad Scott : C'est extra (1993, 2006) - Jacques Higelin : Jolie môme (2003) - Ignatus : Vise la réclame (1997) - Michel Jonasz : Avec le temps, La Mémoire et la Mer (2007) - Patricia Kaas : Avec le temps (2002) - Katerine : L'Été 68 (2003) - La Tordue : Jolie môme (2001) - Serge Lama : Vingt ans (2013) - Éric Lapointe & Mario Pelchat : Avec le temps - Bernard Lavilliers : Préface (1997, 2003), La Mémoire et la Mer (2003) - Eva Lopez : Col tempo sai (Avec le temps), Jolie môme - Eddy Louiss et Richard Galliano : Avec le temps (instrumental, 2001) - Terez Montcalm (Canada) : C'est extra (2009) - Jean-Louis Murat : En amour (1993), Petite (2012) - Noir Désir : Des armes (2001 - musique : Noir Désir) - Catherine Ribeiro : La mémoire et la mer (1992), Avec le temps (1997) - Gérard Pierron : La Mer noire (2003) - Prodige Namor : La Vie d'artiste - Tue loup : La solitude - Jean Vasca : La poésie fout l'camp, Villon ! (1993) - Cora Vaucaire : À Saint-Germain-des-Prés, Avec le temps - Vaya Con Dios (Belgique) : Vingt ans (2009) - Sylvie Vartan: La Vie d'artiste (1995) - David Venitucci : Avec le temps (instrumental) - Louis Ville : Y en a marre (2007) - Les Wampas : Les Anarchistes - Zebda : Vingt ans (2003) |

#### Années 2010
- Benjamin Biolay : Avec le temps (2017)
- Cali : L'Âge d'or (2015)
- Bertrand Cantat : Avec le temps (2013)
- Octave Crash : Ton style, Les Assis, Vingt ans, L'Homme, Préface... (2015)
- Angélique Duruisseau : La Marseillaise, La Mémoire et la Mer (2014)
- Mélanie Dahan : Vingt ans (2011)
- Liane Foly : C'est extra (2016)
- Frasiak : Graine d'ananar (2012), La Solitude (2016)
- From & Ziel : Pépée (2012)
- Hélène Grandsire : C'est extra (2015)
- Francis Lalanne : Avec le temps (2013)
- Pierre Lapointe : C'est extra (2014)
- Clarisse Lavanant : Les Étrangers (2014)
- Thierry Maillard : Jolie môme, Avec le temps, Les Poètes (instrumentaux, 2017)
- Motivé-e-s : L'Âge d'or (2017)
- Anne Sofie von Otter : Avec le temps (2010), À Saint-Germain-des-Prés (2013)
- Mônica Passos : Avec le temps, La Mémoire et la Mer
- Patricia Petibon : Jolie môme, On s'aimera (2014)
- Place des arts : La Vie d'artiste
- R.wan : La Maffia (2012)
- Youn Sun Nah : Avec le temps (2010)
- Serge Utgé-Royo : Ni dieu ni maître (2010)
- Vigon Bamy Jay : Avec le temps (2013)
- Louis Ville : Vingt ans (2011)
- Zaz : Paris canaille (2014)

#### Années 2020
- Vanessa Wagner : Opus X (2022)
- La Vie d'artiste : La Méthode (2022)
- Nicolas Michaux : Le Léthé (2024)

## Dans les pays non francophones

### Interprètes ayant consacré un album entier à Léo Ferré
Albums classés chronologiquement.
- Enrico Medail (Italie) : Né Dio né padrone (1977)
- Sven-Bertil Taube (Suède) : Sven-Bertil Taube sjunger Léo Ferré (1981)
- Xavier Ribalta (es) (Espagne) :  De Papasseit à Léo Ferré (2002)
- Xavier Ribalta (es) (Espagne) :  Xavier Ribalta canta Léo Ferré: Et basta (2002)
- Anna Maria Castelli (Italie) :  L'opéra du Pauvre (2Cd) (2002)
- Têtes de bois (it) (Italie) : Ferré, l'amore e la rivolta (2003)
- Ranco Visentin (Italie) : Il Mondo di Leo Ferre (2004)
- Roberto Cipelli, Paolo Fresu, Gianmaria Testa (Italie) : F. à Léo (2007)
- Amancio Prada (Espagne) : Vida de artista (2008)
- Anna Maria Castelli (Italie) :  Fiori d'Amore E d'Anarchia (2010)
- Enrico Medail (Italie) : Canta I Poesi musicati da Leo Ferre (2011)
- Enrico Medail (Italie) : Canta Leo Ferre (2011)
- Ester Formosa (es) (Espagne) : Thank you Satan (2012)
- Peter Hawkins (en) (Angleterre) : Love and Anarchy : the songs of Léo Ferré (2 CD, 2013)
- Têtes de bois (it) (Italie) : Têtes de bois per Léo Ferré : Extra (2014)
- Keico Wakabayashi (Japon) :  chante Léo Ferré Vol.1 (2015)
- Keico Wakabayashi (Japon) :  chante Léo Ferré Vol.2 (2016)
- Keico Wakabayashi (Japon) :  chante Léo Ferré Vol.3 (2018)
- Xavier Carles (Italie) :  interpréta Léo Ferre (2022)
- Carmine Torchia (Italie) : Non c'é più niente (2023)
- Esecutori di metallo su carta : Léo Ferré sans mots (2023)

### Interprètes reprenant les poètes et paroliers mis en musique par Ferré
Les noms sont classés alphabétiquement dans chaque tranche chronologique.

#### Années 1950-60
- Joan Baez (États-Unis) : Pauvre Rutebeuf

#### Années 1970-90
- Ramses Shaffy (Pays-Bas) : Zo triest (Ô triste, triste était mon âme) (1978)

#### Années 1990-2000
- Victoria Abril (Espagne) : Elsa
- Alice (Italie) : L'Étranger (1998)
- Marc Almond (Angleterre) : Abel and Cain (Abel et Caïn), Remorse of the dead (Remords posthume)
- Ischa Meijer (Pays-Bas) : Les Chercheuses de poux (1993)
- Giovanni Mirabassi (Italie) : Je chante pour passer le temps (instrumental)

### Interprètes reprenant Caussimon-Ferré
- Valeria Munarriz (Argentine) : Le Temps du tango
- Gianmaria Testa (Italie) : Monsieur William
- Serge Utgé-Royo (Espagne) : Nous deux
- Ischa Meijer (Pays-Bas) : Monsieur William (1993)
- Papillon (Belgique) : Monsieur William (2004)

### Interprètes reprenant Léo Ferré

#### Années 1950-60
- Eartha Kitt (États-Unis) : The Heel (L'Homme) (1955)
- Olle Adolphson (Suède) : Snurra min jord (Elle tourne la Terre)
- Manfred Krug (Allemagne) : Franco la muerte (1968)
- Jan Malmsjö (Suède) : Snurra min jord (Elle tourne la Terre)
- Peter Blanker (Pays-Bas) : Satan bedankt (Thank you Satan)

#### Années 1970-80
- Marc Almond (Angleterre) : The Heel (L'Homme) (1986)
- Hana Hegerová (Tchéquie) : Maestro Tango (Mister Giorgina) (1973)
- Paco Ibañez (Espagne) : Les Anarchistes
- Patty Pravo (Italie) : La Solitudine (La Solitude - instrumental), Col tempo (Avec le temps), Piccino (Petite) (1972)
- Gigliola Cinquetti (Italie) : Avec le temps
- Liesbeth List (Pays-Bas) : Avec le temps (1971)
- Ramses Shaffy (Pays-Bas) : Dag en nacht (Night and day) (1978)

#### Années 1990-2000
- Victoria Abril (Espagne) : Jolie môme
- Alice (Italie) : Col tempo  (Avec le temps)
- Franco Battiato (Italie) : Col tempo sai (Avec le temps) (2002)
- Cristina Branco (Portugal) : Avec le temps
- Didier Caesar (Allemagne) : So mit der Zeit (Avec le temps)
- Dee Dee Bridgewater (États-Unis) : Avec le temps
- Catherine Delasalle (Belgique): La Vie d'artiste, Jolie môme, Vingt ans (1994)
- Les Anarchistes (Italie) : Les Anarchistes, Tu non dici mai niente (Tu ne dis jamais rien), Il tuo stile (Ton style) (2002), Muss es sein ? Es muss sein ! (2005)
- Angélique Ionatos (Grèce) : Cette blessure (2009)
- Barb Jungr (en) (Angleterre) : Quartier Latin, Les Poètes (2000)
- Jef Lee Johnson & Nathalie Richard (États-Unis & France) : Le Chien (2005)
- Abbey Lincoln (États-Unis) : Avec le temps
- Ischa Meijer (Pays-Bas) Les amoureux du Havre (1993)
- Beverly Jo Scott (États-Unis) : C'est extra
- Wende Snijders (Pays-Bas) : Paris canaille (2004), Avec le temps (2008)
- Gianmaria Testa (Italie) : Les Forains, Les Poètes, Avec le temps
- Paola Turci (Italie) : Tu non dici mai niente (Tu ne dis jamais rien

#### Années 2010
- Yuri Buenaventura (Colombie) : Paname (2015)
- Cannibales & Vahinés (France & Pays-Bas) : Lazarus listen (Écoute-moi), Night and Day (2012)
- Claudine Carle (Canada) : Col Tempo
- Carlos do Carmo (Portugal) : Avec le temps (2010)
- Raynald Colom et Sofia Rei : Avec le temps (2012)
- Lucy Dixon (Angleterre) : Paname
- Philippe Elan (Pays-Bas): Avec le temps (2015)
- Sophie Hunger (Suisse allemande) : Avec le temps (2013)
- Pierre Lapointe (Canada) : C'est extra (2014)
- Patrick Riguelle (Belgique): Avec le temps (2012)

## Interprètes ayant consacré une chanson en hommage à Ferré
- Pascal Auberson : Hello Léo (2007)
- Didier Barbelivien :  Léo (reprise de la chanson qu'il a écrite pour Nicolle Croisille) (2003)
- Barrat (Didier Laval) : Y'en a marre ! (2013)
- Louis Capart : Merci Léo (2006)
- Mama Béa : À Léo (1995)
- Catherine Boulanger : Pour Léo (1993)
- Michel Buzon : Graine d'albatros (1989)
- Nicole Croisille :  Léo (1980)
- Romain Didier : Français toscan de Monaco (2003)
- Maurice Fanon : Monsieur Léo de Hurlevent (1970)
- Ann Gaytan : Thank you Ferré (1981)
- Francis Lalanne : À Léo (1994)
- Eddy Mitchell : Léo (2013)
- Boris Santeff : Musique monsieur Léo (1979)
- Patrick Sébastien : Au secours l'amour (2003)
- Carine Trichon : Live (2008), Midnight Voyage trio (Masselis, Le Quéré, Gérard Dantec)
- Joan Pau Verdier : Maledetto, Léo ! (1974), Les Sentiers interdits (2001)

## À déterminer ou compléter
- Francis Lemarque